# Brüsewitz
Brüsewitz ist eine Gemeinde im Süden des Landkreises Nordwestmecklenburg in Mecklenburg-Vorpommern (Deutschland). Sie wird vom Amt Lützow-Lübstorf mit Sitz in Lützow verwaltet.

## Geografie

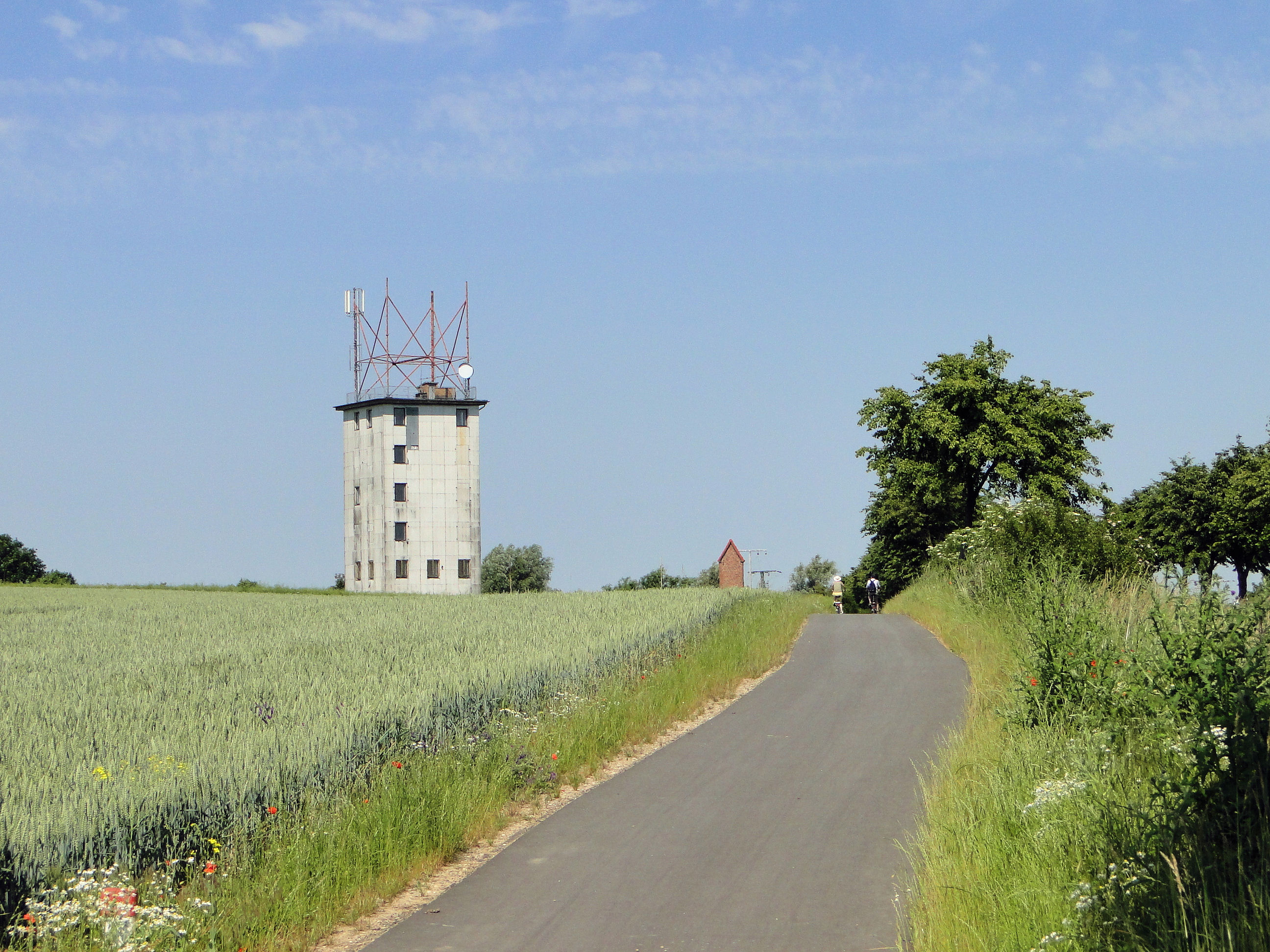
Sendeturm auf dem Hütterberg

Das Gemeindegebiet von Brüsewitz grenzt unmittelbar an den Nordwesten der Landeshauptstadt Schwerin. Durch die Gemeinde verläuft die Nordsee-Ostsee-Wasserscheide. Während die hier entspringende Stepenitz in Richtung Ostsee entwässert, entwässert der Neumühler See, dessen Nordwestzipfel zu Brüsewitz gehört, in die Nordsee. Die Stepenitz durchfließt westlich von Gottmannsförde den Rehmsee, der durch Anstauung Anfang der 1980er Jahre vergrößert wurde, und den Speicher Faulmühle, einen Stausee, in den bei Brüsewitz der Gadebuscher Bach mündet. Der zwischen den Ortsteilen Gottmannsförde und Herren Steinfeld liegende Hütterberg erreicht mit 95,7 m ü. NHN die größte Höhe im direkten Umland Schwerins und im Amt Lützow-Lübstorf; auf ihm steht ein Turm, auf dem die Deutsche Telekom Sendeanlagen betreibt.
Umgeben wird Brüsewitz von den Nachbargemeinden Dragun und Cramonshagen im Norden, Pingelshagen und Schwerin im Osten, Wittenförden im Südosten, Grambow und Gottesgabe im Süden sowie Lützow im Westen.
 Gemeindegliederung 
Zu Brüsewitz gehören die Ortsteile Gottmannsförde, Groß Brütz und Herren Steinfeld.
Weitere Siedlungen im Gemeindegebiet sind Brützer Bauern, Eulenkrug, Faulmühle, Klein Amerika, Rosenberg und Wahrholz.

## Geschichte
Der Name der Gemeinde Brüsewitz ist polabischen Ursprungs und könnte ursprünglich Brezavici oder Brysavici (Breza/Bryza = Birke, vici = Kennzeichnung eines Ortes), also Ort der Birken, geheißen haben. Die Birke ist ein typischer Baum für morastige, sumpfige Gebiete, wie sie auch in Brüsewitz entlang des Gadebuscher Grabens zu finden sind.
Die erste urkundliche Erwähnung ist auf den 25. Mai 1220 datiert. Graf Gunzelin von Schwerin schenkte seiner Gemahlin Oda Bruseuizdhorp (Brüsewitzdorf) als Allodialgut (Erbbesitz, kein Lehen). Auf Gräfin Odas Wunsch verlieh er gleichzeitig den dort ansässigen Slawen das deutsche Recht. Im Zuge der deutschen Kolonisierung wurde der Ort in Klein Brütz umbenannt, da die herrschenden Deutschen in der Nähe eine neue Siedlung mit dem Namen Groß Brütz gründeten. 1337 wird Johannes von Halberstadt als Burgmann zu Schwerin in Brütz genannt.
Trotz des Klein im Namen blieb Brüsewitz das Hauptgut mit dem Herrschaftssitz, sodass unter dem Besitzer von Schack eine Rückbenennung von Klein Brütz zu Brüsewitz am 2. Oktober 1820 beim damaligen Großherzog Friedrich Franz I. von Mecklenburg-Schwerin erwirkt wurde.
Markante Bauwerke sind das 1951/52 erbaute Kulturhaus sowie die 1998/99 umgebaute und sanierte Realschule mit Grundschulteil. Vom ehemaligen Herrenhaus in Brüsewitz sind nur noch die Reste des alten Parkes erhalten. Das Gebäude wurde 1988 gesprengt, weil bei der Trockenlegung des Burggrabens das Pfahlfundament zerstört wurde.
Das Gut Gottmannsförde besaß die uradelige Familie von Drieberg (Altschreibweise von Driberg), u. a. Bolto von Drieberg, bis 1781. Danach war kurz Hofrat Gottlieb Schnelle Gutsbesitzer. Johann Friedrich von Böhl erwarb es 1829 für seine Nachfahren. Das Böhl`sche Gutshaus ist von 1847. Letzte Vertreter der Familie waren u. a. Raimar von Böhl (1856–1935), verheiratet mit Charlotte von Mecklenburg (1874–1953), Tochter des Landrats Dietrich von Mecklenburg. Charlotte und Raimar hatten keine eigenen Kinder, sie adoptierten 1934 Heinz (Heinrich) von Klaß (1914–1941), der sich fortan Heinz von Böhl von Klaß nannte und 1939 in Gottmannsförde seine Frau Margot von Schroeder (1914–1986) heiratete. Da Heinz von Klaß als Oberleutnant d. R. im Krieg blieb wurde seine junge Frau Margot von Böhl von Klaß die letzte Gutsherrin und ging nach der Enteignung 1945 nach Westdeutschland. Charlotte von Böhl dagegen blieb in der DDR und lebte in Ribnitz. Am 1. Juli 1950 wurde die bis dahin eigenständige Gemeinde Gottmannsförde eingegliedert.
Herren Steinfeld, in älteren Schriften häufig Herrensteinfeld geschrieben, war eine Staatsdomäne des Freistaates Mecklenburg-Schwerin und wurde durch Pächter betrieben. Der Umfang betrug 508 ha. Auch das dortige (vermutlich) herzogliche Gutshaus existiert nicht mehr; die Auffahrt und einige Parkbäume deuten auf das Gut hin.

## Bevölkerung
| Jahr | Einwohner |
| ---- | --------- |
| 1990 | 1472      |
| 1995 | 1977      |
| 2000 | 2606      |
| 2005 | 2381      |
| 2010 | 2115      |
| 2015 | 2030      |

| Jahr | Einwohner |
| ---- | --------- |
| 2020 | 1975      |
| 2021 | 1967      |
| 2022 | 1961      |
| 2023 | 1938      |

 Stand: 31. Dezember des jeweiligen Jahres

## Politik

### Gemeindevertretung
Die Gemeindevertretung von Brüsewitz besteht aus 12 Mitgliedern. Die Kommunalwahl am 9. Juni 2024 führte bei einer Wahlbeteiligung von 73,2 % zu folgendem Ergebnis:
| Partei / Wählergruppe          | Stimmenanteil 2019 | Sitze 2019 |  | Stimmenanteil 2024 | Sitze 202 |
| ------------------------------ | ------------------ | ---------- |  | ------------------ | --------- |
| Freie Wähler                   | –                  | –          |  | 62,5 %             | 7         |
| CDU                            | 40,5 %             | 6          |  | 32,3 %             | 4         |
| FDP                            | 24,9 %             | 3          |  | 05,2 %             | 1         |
| SPD                            | 13,8 %             | 1          |  | –                  | –         |
| Die Linke                      | 12,0 %             | 1          |  | –                  | –         |
| Einzelbewerber Maik Bosselmann | 08,9 %             | 1          |  | –                  | –         |
| Insgesamt                      | 100 %              | 12         |  | 100 %              | 12        |

### Bürgermeister
- 2019–2024: Steffen Meyer (CDU)
- seit 2024: Alexander Dutz (Freie Wähler)

Bei der Bürgermeisterwahl am 26. Mai 2019 wurde Meyer mit 53,0 % der gültigen Stimmen gewählt.
Am 9. Juni 2024 wurde Dutz mit 69,2 % der gültigen Stimmen zu seinem Nachfolger gewählt. Seine Amtsdauer beträgt fünf Jahre.

### Wappen
| Wappen von Brüsewitz | Blasonierung: „Geteilt durch einen Wellenschnitt; oben in Gold ein roter Dreieckschild, darin eine silberne heraldische Lilie; unten in Blau vier im Vierpass gestellte goldene Rapsblüten.“ |
| Wappen von Brüsewitz | Wappenbegründung: In dem Wappen verdeutlicht der Wellenschnitt die Lage der Gemeinde an der hier entspringenden Stepenitz. Mit dem Familienwappen derer von Schack soll an das Wirken von Mitgliedern dieser Adelsfamilie in Brüsewitz erinnert werden. Die vier Rapsblüten verweisen anhand einer Zahlensymbolik auf die vier zur Gemeinde gehörenden Ortsteile Brüsewitz, Gottmannsförde, Groß Brütz und Herren Steinfeld. Gleichzeitig wird durch die Rapsblüten der Bezug zur Landwirtschaft als traditioneller Haupterwerbszweig der Einwohner hergestellt. Das Wappen und die Flagge wurde von dem Schweriner Heraldiker Heinz Kippnick gestaltet. Es wurde zusammen mit der Flagge am 26. Oktober 2010 durch das Ministerium des Innern genehmigt und unter der Nr. 333 der Wappenrolle des Landes Mecklenburg-Vorpommern registriert. |

### Flagge
Die Flagge ist gleichmäßig längs gestreift von Blau und Gelb. In der Mitte des Flaggentuchs liegt, auf jeweils zwei Drittel der Höhe des blauen und des gelben Streifens übergreifend, das Gemeindewappen. Die Höhe des Flaggentuchs verhält sich Länge wie 3:5.

### Dienstsiegel
Das Dienstsiegel zeigt das Gemeindewappen mit der Umschrift „GEMEINDE BRÜSEWITZ • LANDKREIS NORDWESTMECKLENBURG“.

## Sehenswürdigkeiten und Kultur

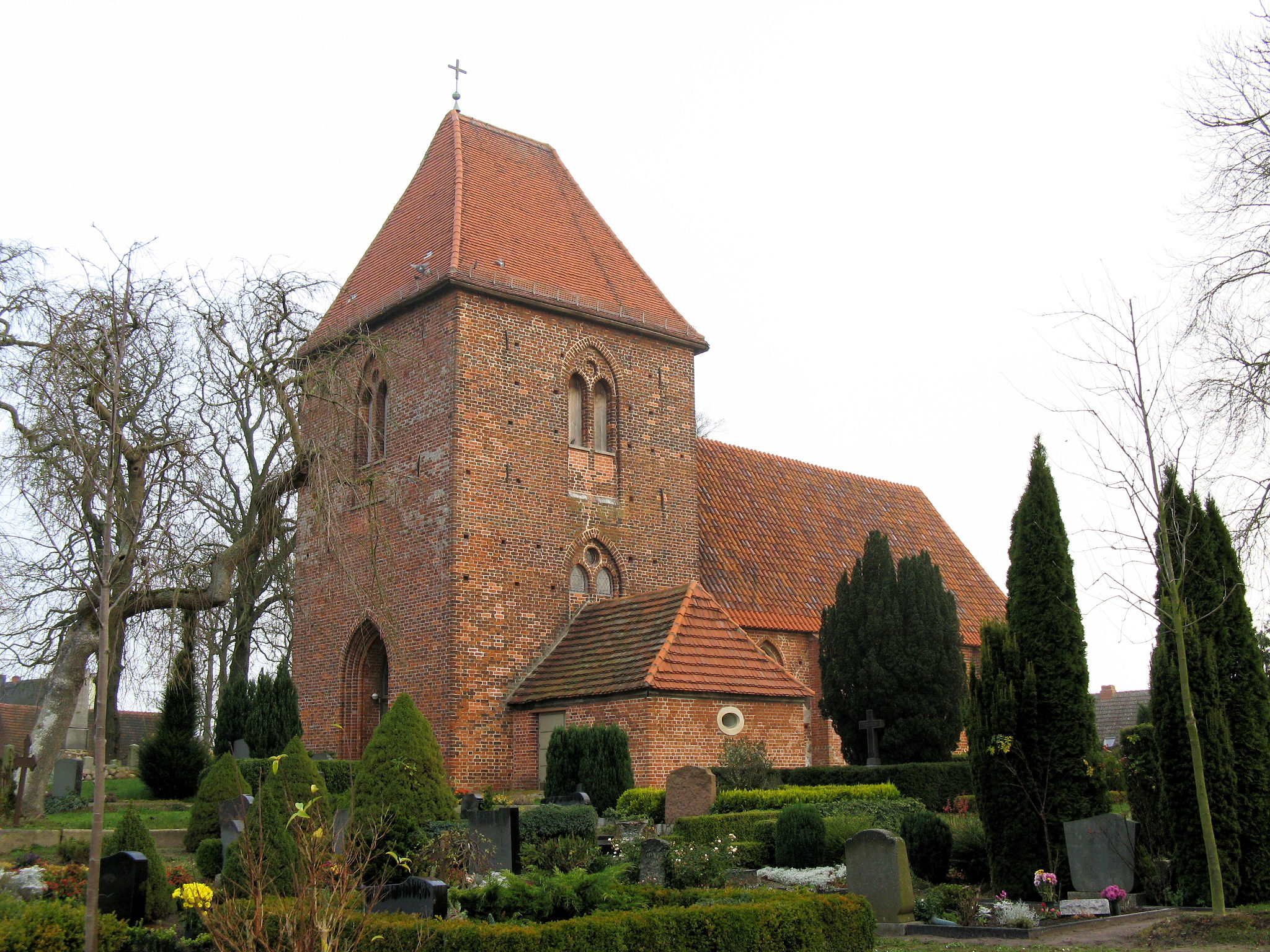
Dorfkirche Groß Brütz

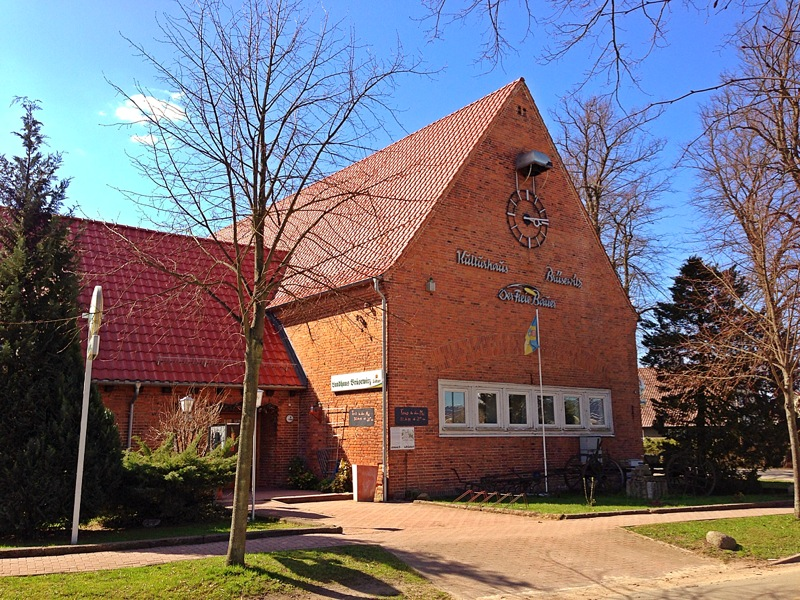
Kulturhaus

- Dorfkirche Groß Brütz als spätgotischer Bau von 1456
- Ehemaliges Kulturhaus Brüsewitz von 1951/52 nach Plänen von Franz Schiemer (Schwerin)
- Eulenkrüger Allee, ein alter Verbindungsweg zwischen Brüsewitz und dem ehemaligen Eulenkrug an der B 104
- Herrenhaus Gottmannsförde von 1847, früher im neogotischen Stil, während der DDR-Zeit wesentlich vereinfacht, sowie Reste des dazugehörenden Parks

Kultur
Das Kino in der Dorfkirche Groß Brütz des Landesverbandes Filmkommunikation Mecklenburg-Vorpommern. Betrieben wird es vom örtlichen Filmklub im Pfarrhaus. Neben dem regelmäßigen Programm gibt es auch Gespräche mit Filmemachern (so auch als Teil der Findlingspreis-Tournee) und Freiluftkino.

## Verkehr
Durch das Gebiet der Gemeinde führt das Teilstück der Bundesstraße 104 von Schwerin über Gadebusch nach Lübeck. Ein Haltepunkt der Bahnlinie Parchim–Schwerin–Rehna befindet sich im Ortsteil Groß Brütz.